# Werner Mölders
Werner Mölders (18 de març de 1913 - † 22 de novembre de 1941) va ser un pilot i aviador de combat de la Luftwaffe durant la Guerra Civil Espanyola i la Segona Guerra Mundial.
Ascendí ràpidament i va esdevenir comandant d'un esquadró de caça amb només 27 anys. Va ser promogut coronel i nomenat Inspector General de Caces l'any següent. Veia Adolf Hitler com una mena de salvador cristià del bolxevisme i va escriure: «Que Déu ens el conservi fins que hagi completat la seva obra». Comptava amb l'admiració del ministre de propaganda, el nazi Joseph Goebbels i tenia contactes directes amb Hitler. Segons un report del Servei d'història de l'Exèrcit alemany de 2016, durant la batalla de l'Ebre va executar les missions «sense escrúpols» i «almenys va consentir la mort de civils no combatents».

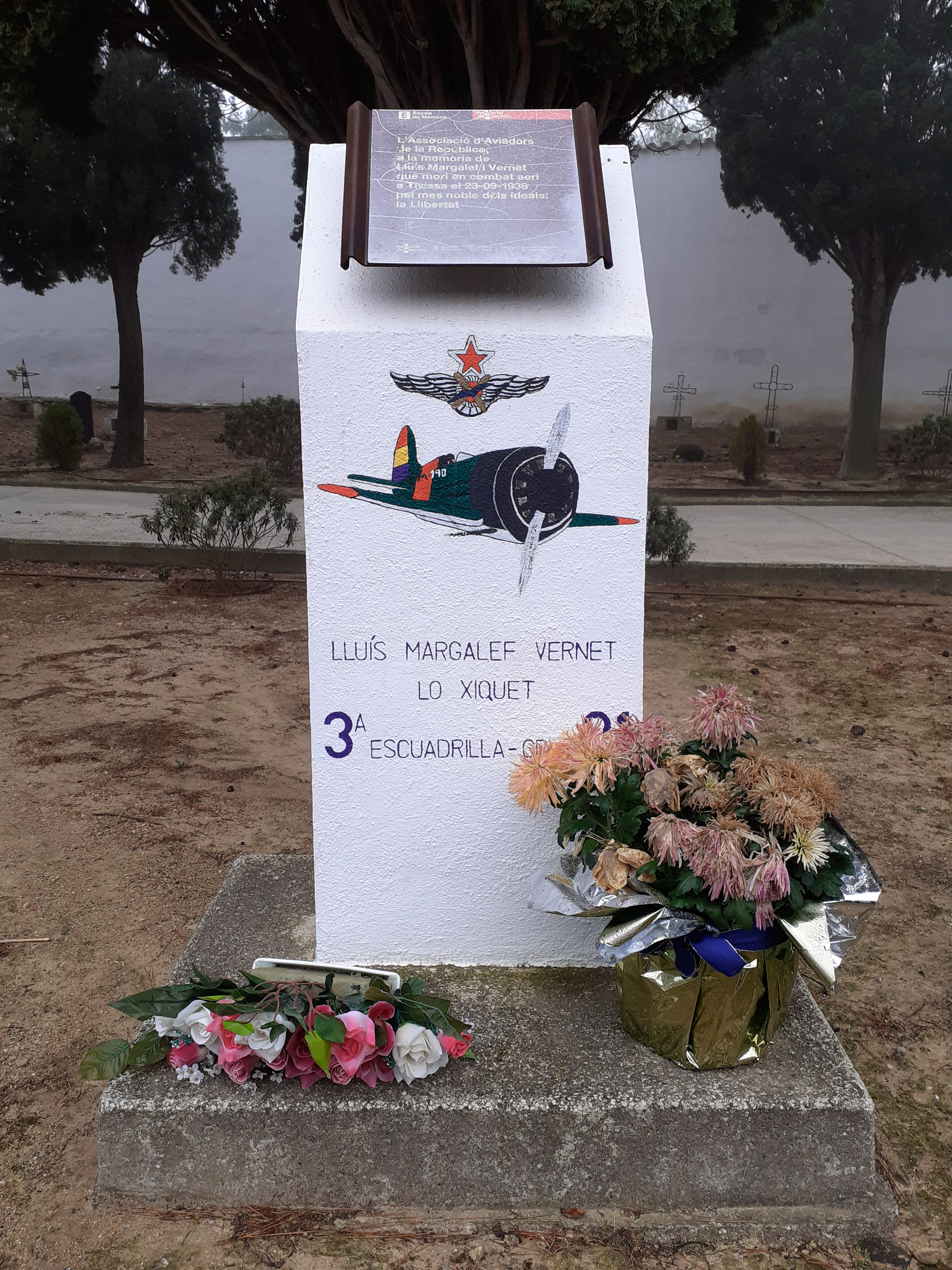
Tomba de Lluís Margalef i Vernet a Tivissa, abatut per Mölders

Mölders va abatre 14 avions de les forces republicans durant la Guerra Civil espanyola i 101 més durant la Segona Guerra Mundial. Va ser enquarterat a l'aeròdrom de la Sénia. Les seves accions destructives, són amplament documentades. Entre d'altres, Tivissa va abatre Lluís Margalef i Vernet i a Corbera al País Valencià va metrallar la població civil durant la batalla de l'Ebre.
Durant i després de la Guerra Civil Espanyola i de la Segona Guerra Mundial va rebre mant reconeixement i condecoració, ni tan sols pels governs franquista i nazi, però també per la República Federal Alemanya. Hi havia unes llegendes anecdòtiques que havien d'il·lustrar que com bon catòlic no va ser un nazi convençut. Estudis tardius van provar que de tot això no n'hi ha gaire de proves fefaents. Entre els aficionats va rebre el títol informal d'as de l'aviació.
El 2004, el ministre de Defensa alemany, Peter Struck, va decidir que les instal·lacions de la Bundeswehr ja no podien portar el seu nom, perquè mai no s'havia distanciat del nacionalsocialisme. La llegendària «lletra de Mölders» de 1942 en la qual hauria criticat, com a catòlic devot, l'ateisme dels nazis, era una falsificació dels serveis secrets britànics. Ja el 1998 el parlament federal havia decidit que unitats i instal·lacions de l'exèrcit alemany que porten el nom de membres de la Legió Còndor durant la Guerra Civil Espanyola havien de ser rebatejades. El ministre de Defensa d'aleshores, el socialista Rudolf Scharping, s'havia oposat fermament a aquest canvi de nom perquè considerava que el paper de Mölders en el nacionalsocialisme «no era pertinent». És un exemple més que la desnazificació a Alemanya va ser un procés molt lent que va topar amb molta resistència institucional.

## Biografia
Mölders va néixer el 18 de març de 1913 a Gelsenkirchen, fill d'Annemarie Riedel i del professor d'ensenyament secundari Viktor Mölders. El pare va morir en acció el 2 de març de 1915 com a sotstinent de la Reserva d'un regiment al Bosc d'Argonne prop de Vauquois a França. Sa mare, filla d'una família de negociants benestants de Brandenburg an der Havel hi va tornar després de la mort del pare. El 1925 es va afiliar al moviment de joves catòlics «Jugendbund Neudeutschland» (‘Associació Juvenil de Nova Alemanya’) per a «defensar, com a apòstols del Salvador, els béns més alts de l'Església i del poble».
Es va graduar a Brandenburg a l'institut el 1931 i va postular a l'exèrcit com a aspirant d'oficial.
S'allistà a l'exèrcit l'1 d'abril de 1931 com a cadet d'infanteria. El 1934 sol·licità un trasllat a la Luftwaffe, la força aèria que el nazis van desenvolupar en la clandestinitat, perquè el Tractat de Versalles de 1919 la prohibia. Al seu primer intent, el 1935, va ser declarat incapaç per volar. Ho tornà a intentar i se li concedí un permís condicionat per iniciar el curs de vol. L'1 de juliol de 1935, Mölders va ser destinat al grup volador de Schwerin com a capità d'esquadra del 1./JG 334 el 1936. Llavors serví com instructor a Wiesbaden. Amb Adolf Galland formaven part d'un grup de pilots que segons el periodista Jacinto Antón eren «joves, valents, guapos, arrogants i, a bord de les seves màquines veloces i mortíferes, durs i cruels».

### La Legió Còndor
L'Alemanya nazi havia creat la Legió Còndor per a poder practicar en territori estranger, en preparació de la guerra que ja fa temps havien decidit d'iniciar. El 1938 Mölders s'hi presentà voluntari. Va arribar a Cadis el 14 d'abril de 1938, per a rellevar Adolf Galland al capdavant del tercer esquadró J/88, que durant la guerra s'instal·là a l'aeròdrom de la Sènia. Les imatges de la propaganda nazi mostren una banda de joves que s'adapten fàcilment a la vida de la població i gaudeixen del temps lliure. Aquesta visió d'esplai contrasta amb la veritable raó de llur estada: bombardejar poblacions causant indiscriminadament terror i víctimes entre la població civil.
Durant la Guerra Civil espanyola, del punt de vista militar, mostrà considerables qualitats no només com a pilot i com a tirador, sinó també com a tàctic que sabia planejar operacions. Catòlic devot, sovint tenia problemes amb l'alt comandament, si bé el seu talent militar superava els entrebancs teològics amb l'autoritat. Juntament amb altres aviadors, desenvolupà a Espanya la tècnica de l'«eixam de quatre dits» (en alemany Vierfingerschwarm), la qual donava als pilots una visió global i encoratjava la iniciativa del pilot.
Entre mitjan 1938 i final d'any, Mölders esdevingué el militar més eficaç de la Legió Còndor. Va abatre catorze avions republicans a Espanya: 4 Polikarpov I-15 Chato i 10 I-16 Mosca, la majoria dels quals mentre volava amb el nou Messerschmitt Bf 109. A final de 1938 va tornar a Alemanya amb una gran reputació i molta experiència. El 1939 va ser promogut capità d'esquadra del 1./JG 53, i va començar a ser conegut entre els seus homes com Vati Mölders (‘papa Mölders’).

### Segona Guerra Mundial
Va abatre un primer avió durant la Segona Guerra Mundial el 20 de setembre de 1939, i a l'octubre va ser destinat al III./JG 53 com a comandant de grup. El 27 de maig de 1940, després de la seva vintena victòria, va ser promogut major. El 1941 va ser el primer pilot de caça que va rebre la Creu de Cavaller de la Creu de Ferro amb fulles de roure amb espases i diaments. Va ser abatut en combat el 5 de juny de 1940 per un Dewoitine D.520 de la Força Aèria Francesa i fet presoner, i va ser alliberat dues setmanes després de la rendició de França al tercer Reich nazi.
Retornà a Alemanya on va ser promogut major i va rebre el comandament del JG 51 com a comandant d'esquadró el 1940. D'acord amb la llegenda, va ser ferit sobre Dover en un combat amb el pilot sud-africà Sailor Malan el 28 de juliol. Ferit, nogensmenys reeixí un aterratge d'emergència a Wissant a França. Recerques posteriors indiquen que potser va ser ferit en combat amb Spitfires del 41è Esquadró. La seva ferida, tot i no ser gaire seriosa, el mantingué apartat del combat durant un mes. Mölders havia aconseguit 55 «victòries» a la fi de 1940 (25 durant la batalla de França i 30 durant la batalla d'Anglaterra). Durant les posteriors operacions contra la RAF sobre el Canal de la Mànega i sobre la França ocupada a l'inici de 1941, al maig aconseguí una 68a victòria.

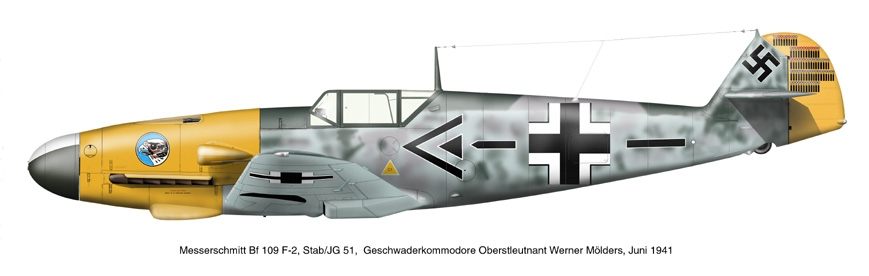
El Messerschmitt Bf 109 F-2 de Werner Mölders al 1941.

Al juny de 1941, el JG 51 va ser destinat al Front Oriental. El primer dia d'operacions de combat, Mölders va abatre tres bombarders Tupolev SB. El 30 de juny va ser el màxim tirador de la història, amb 82 victòries aèries (2 més que el rècord establert per Manfred von Richtofen, el Baró Roig), perquè va abatre cinc bombarders soviètics. En 23 dies de campanya a l'Est, Mölders destruí 27 avions soviètics més, el que dona un total 101 avions abatuts. Hermann Göring li ordenà personalment no tornar a volar més en combat per que volia que la seva experiència servís per a formar joves pilots.
Coronel amb 28 anys, Mölders va ser nomenat Inspector General de Caces, un càrrec responsable de decidir la doctrina tàctica i operativa de les estratègies de caces de la Luftwaffe. Tornant a Rússia al setembre de 1941, va establir una oficina de comandament a l'aeroport de Chaplinka, des d'on volava amb el seu Fieseler Fi 156 «Storch» personal en vols de reconeixement i dirigia les operacions dels caces alemanys. De manera no oficial participà en missions de combat, i comandà el JG 51 durant uns mesos més. En aquest període hauria abatut uns trenta avions soviètics.
Mölders era un catòlic devot que demanava que tots els aviadors aliats capturats sota el seu comandament fossin tractats civilitzadament. Es casà amb Luise Baldauf el 13 de setembre de 1941. Van tenir una filla, Verena, que va néixer després de la seva mort. Al naixement, Adolf Hitler va congratular Baldauf personalment per telegrama.
El 22 de novembre de 1941 volava cap a Alemanya des de Crimea com a passatger d'un He-111 per assistir al funeral del seu amic i superior Ernst Udet. Intentant aterrar a Breslau durant una tempesta, l'avió s'estavellà. Mölders i el pilot hi van morir.

## La lletra de Mölders (Mölders-brief)
El 1942, poc després de la seva mort, els serveis secrets britànics van difondre una lletra per a donar la impressió que Mölders, molt popular a Alemanya, tenia creences catòliques que el separaven del paganisme del règim nazi. Com que la població sabia que l'admirat Mölers era un catòlic convençut, aquesta lletra era creïble i va ser molt popular a la població cristiana, catòlica o luterana, que la va divulgar durant la guerra. La Gestapo va actuar amb vehemència contra els clergues que havien divulgat el document i va ordenar als clergues i professors religiosos que l'havien llegida a l'església o durant les classes a llegir una rectificació a la qual declaraven que era una falsificació. La reacció de la Gestapo va tenir un efecte paradoxal i molta gent hi va veure una prova que la lletra era autèntica, el que va alimentar rumors que la mort de Mölders no era pas un accident. Recerques després de la guerra van confirmar que era alhora una falsificació i un ver succés de guerra psicològica dels serveis britànics.

## Reconeixement
El 13 d'abril de 1968, un destructor de la Marina de la R.F.A. va ser batejat «Mölders». Va estar en servei entre 1969 i 2003. Des del 24 de juny del 2005 és al Museu Naval de Wilhelmshaven. El 9 de novembre de 1972, una base del Batalló del 34è Regiment de Senyals de l'Exèrcit de la R.F.A. rebé el nom de Mölders. També va rebre el seu nom el 74è Esquadró de Caces Jagdgeschwader (JG) 74), amb base a Neuburg del Danubi el 1973. El 2005 se'n va retirar el nom, en aplicació molt tardiva de la decisió del Bundestag del 1998 a l'ocasió del 61è Aniversari del Bombardeig de Guernica, segons la qual cap membre de la Legió Còndor mereixia honors.

### Condecoracions per les autoritats nazis i franquistes
- Creu de Cavaller de la Creu de Ferro amb Fulles de Roure, Espases i Diamants:
  -  Creu de Cavaller (29/5/1940)
  -  Fulles de Roure (21/9/1940) (va ser el segon en rebre-les)
  -  Espases (22/6/1941) (va ser el segon en rebre-les, un dia després d'Adolf Galland)
  -  Diamants (15/7/1942) (va ser el primer a rebre-les)
- Creu de Ferro de 1º Classe (2/4/1940)
- Creu de Ferro de 2º Classe (20/9/1939)
- Insígnia de Ferit 1939 en Negre
- Insígnia Combinada de Pilot-Observador en Or i Diamants[23]
- Insígnia de Pilot de Caça en Or i Brillants
- Medalla dels 4 Anys de Servei
- Creu Espanyola amb Espases en Or i Diamants (6/6/1939)
- Medalla Militar (Espanya) (4/5/1939)[9]
- Medalla de Campanya 1936-39 (Espanya) (4/5/1939)[24]
- 11 mencions al Wehrmachtbericht (29/4/1940, 6/9 1940, 25/9/1940, 23/10/1940, 26/10/1940, 11/2/1941, 27/2/1941, 18/4/1941, 23/6/1941, 1/7/1941, 16/7/1941)

### Promocions
Fahnenjunker-Gefreiter - 1r d'octubre de 1931
Fahnenjunker-Unteroffizier - 1r d'abril de 1932
 Alferes - 1r de juny 1933
Alferes primer - 1r de febrer de 1934
 Tinent - 1r de març de 1934
 Tinent primer - 20 d'abril de 1936, efectiu des del 1r d'abril de 1936
 Capità - 18 d'octubre de 1938, efectiu des del 1r d'octubre de 1938
 Major - 19 de juliol de 1940
 Tinent-coronel - 25 d'octubre de 1940
 Coronel - 20 de juliol de 1941